# 小玉醸造
小玉醸造株式会社（こだまじょうぞう）は、秋田県潟上市飯田川飯塚に本社を置く醸造メーカー。

## 概要
味噌製造では秋田県最大手。清酒「太平山」、味噌「ヤマキウ　元祖秋田味噌」が特に広く知られ、2009年には清酒でモンドセレクション10年連続金賞受賞やIWCでトロフィーや金賞を受けるなど、清酒・味噌・醤油全てで国内・国際問わず品評会で数多くの賞を受賞している。昭和60年には加工食品としては初めてヤマキウ味噌が天皇杯を受賞した。また、昭和30年代には「酒は天下の太平山」のキャッチコピーで首都圏においてもブランド認知度が向上した。
2009年秋には本社敷地内の酒蔵をリノベーションし、ギャラリーブルーホールをオープンした。
酵母研究の第一人者であった小玉健吉はこの蔵元の子息であり、従業員であった。

## 沿革
1879年（明治12年）に小玉久米之助が味噌・醤油の醸造を始め、1907年（明治40年）に小玉合名会社として登記。その後、1913年（大正2年）に清酒の醸造を始め、代表銘柄である太平山が生まれる。
1933年（昭和8年）には冷酒専用の日本酒としては全国初となる｢玲琅太平山｣の発売を開始するなど、先進的な試みを行なっている。1985年（昭和60年）に株式会社化。

## ブランド（商標）名
- 清酒：太平山
- 焼酎：三吉
- 味噌：ヤマキウ 秋田味噌
- 醤油：ヤマキウ